# 畠口村
畠口村（はたぐちむら）は、熊本県の北部に位置していた村。

## 地理
- 河川：除川、千間江湖川

## 歴史
- 1868年（明治11年） - 成立。
- 1889年（明治22年）4月1日 - 町村制施行により並建村、白石村との町村組合による行政。
- 1927年（昭和2年）9月13日 - 台風接近に伴う高潮が海岸部を襲い死者多数（有明海台風）[1]。
- 1955年（昭和30年）4月1日 - 八分字村、藤富村、浜田村、白石村、並建村と新設合併し、飽田村発足。